# Petstrana prizma
| Petstrana prizma            | Petstrana prizma                                    |
| --------------------------- | --------------------------------------------------- |
|                             |                                                     |
| vrsta                       | prizmatični uniformni polieder                      |
| elementi                    | F = 7, E = 15, V = 10, ({\displaystyle \chi \,}= 2) |
| stranske ploskve po straneh | 5{4} + 2{5}                                         |
| Schläflijev simbol          | t{2,5} ali {5}x{}                                   |
| Wythoffov simbol            | 2 5 \| 2                                            |
| Coxeter-Dinkinov diagram    |                                                     |
| simetrija                   | D5h, [5,2], (*522) reda 20                          |
| vrtilna grupa               | D5, [5,2]+, (522) reda 10                           |
| sklici                      | U76(c)                                              |
| dual                        | petstrana bipiramida                                |
| značilnosti                 | konveksna                                           |
| slika oglišč 4.4.5          |                                                     |

Petstrana prizma je v geometriji prizma s petkotniško osnovno ploskvijo. Ta polieder ima 7 stranskih ploskev, 15 robov in 10 oglišč. Ker ima sedem stranskih ploskev je heptaeder.